# Heresiarches secundus
Heresiarches secundus är en stekelart som beskrevs av Heinrich 1970. Heresiarches secundus ingår i släktet Heresiarches, och familjen brokparasitsteklar. Inga underarter finns listade.